# Bożodrzew gruczołowaty
Bożodrzew gruczołowaty, znany również jako ajlant gruczołowaty, bożodrzew gruczołkowaty lub bożodrzew chiński (Ailanthus altissima (Mill.) Swingle) – gatunek roślin z rodziny biegunecznikowatych (Simarubaceae). Roślina pochodzi z Chin, ale pierwsze egzemplarze sprowadzono do Europy już w 1751 r. Obecnie rozpowszechniona zarówno w Europie, jak i Ameryce Północnej. W Polsce dość często uprawiana, szczególnie w zachodniej części kraju.
Drzewo zaliczane do gatunków inwazyjnych, szkodliwych dla rodzimych gatunków flory.

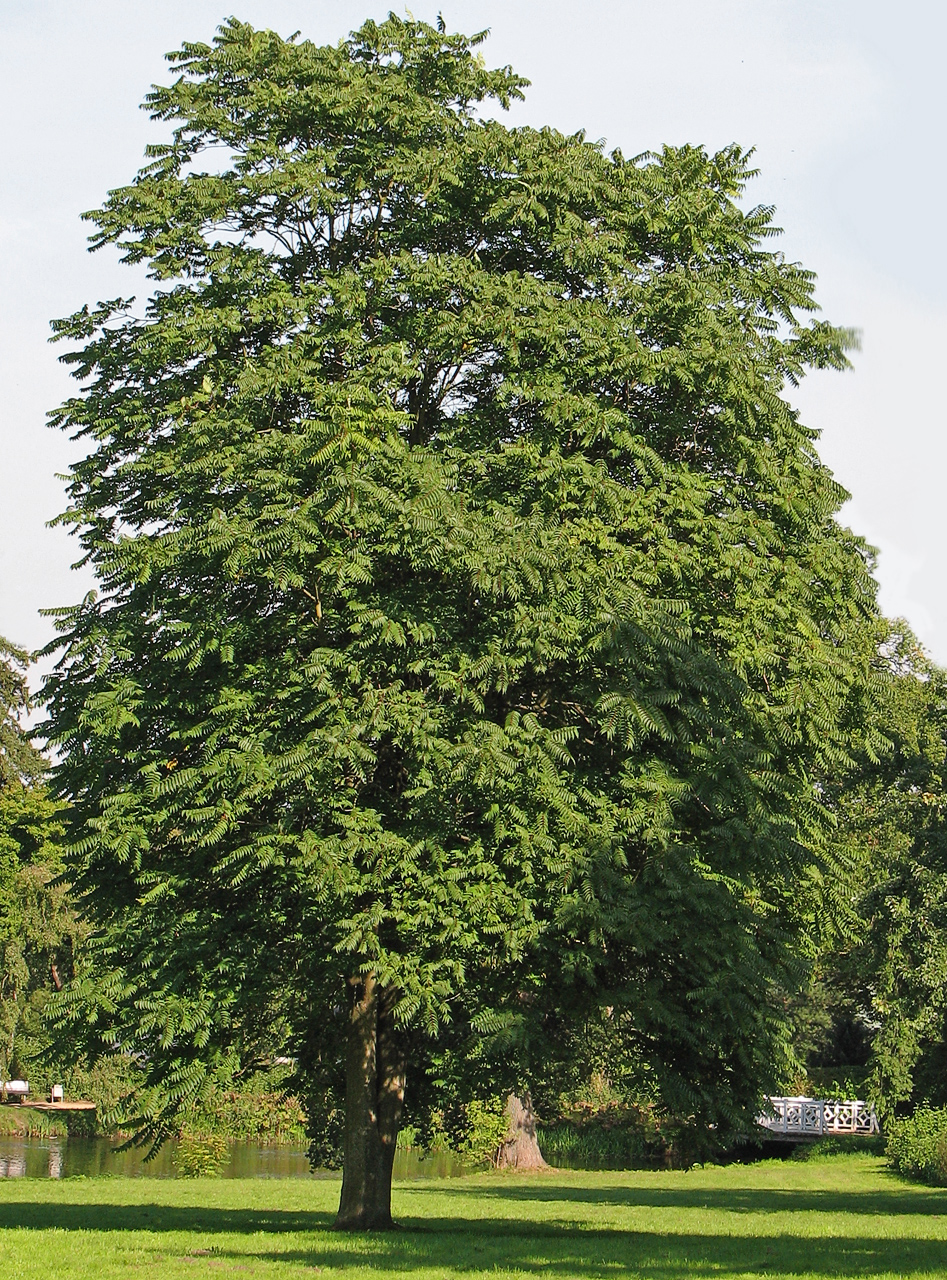
Pokrój

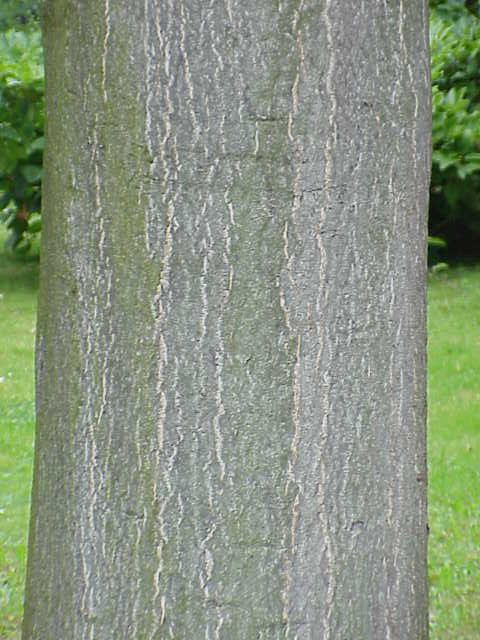
Kora

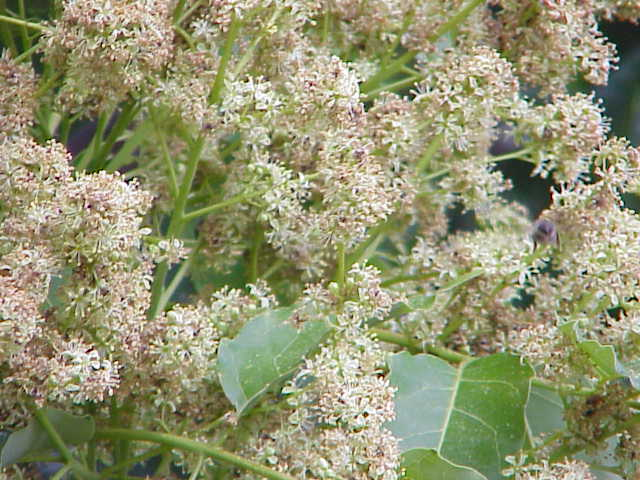
Kwiatostan

## Morfologia
PokrójOkazałe drzewo, szybko rosnące (szczególnie w młodości, na dobrych stanowiskach do 2 m rocznie) dorastające w Polsce do 30 m. Na starszych pniach korowina charakterystycznie spękana. Jednoroczne pędy bardzo grube (grubsze niż u jesionu), młode gęsto, delikatnie omszone, żółtawe z bardzo dużymi śladami liściowymi. Wierzchołki jednorocznych pędów tępo zakończone. Bożodrzew łatwo wydaje odrosty korzeniowe, szczególnie po mechanicznym uszkodzeniu korzeni, co wykorzystuje się przy wegetatywnym rozmnażaniu z sadzonek korzeniowych.
LiścieUlistnienie skrętoległe, liście bardzo duże, dorastające do 80 cm długości (u odmian do ponad 1 m), nieparzystopierzastozłożone z 15–25 jajowatolancetowatych listków. Listki do 12 cm długości, z wierzchu ciemnozielone, od spodu sinoniebieskawe, wierzchołek mocno wyciągnięty. U podstawy każdego listka znajdują się 2 lub 4 (rzadziej) ząbki z gruczołkami nieprzyjemnie pachnącymi po roztarciu.
KwiatyJedno- i obupłciowe, zebrane w gęste wiechowate kwiatostany do 30 cm długości. Kielich pięciodziałkowy, korona z pięcioma żółtawobiałymi płatkami, pręcików 10 a w kwiatach obupłciowych zazwyczaj 5, słupków 4–6.
OwoceWąskie skrzydlaki do 4 cm długości z centralnie umieszczonym orzeszkiem. Początkowo jasnozielonkawe, w sierpniu przybierające efektownie czerwonopurpurowe zabarwienie. Owoce długo utrzymują się na roślinie.

## Zastosowanie
- Surowiec zielarski: kora, pozyskiwana z młodych dwuletnich gałązek i owoce.
  - Zawartość: niewielkie ilości alkaloidów, do 12% garbników, saponiny, simarubina, związki kumarynowe i gorycze (m.in.: ajlantyna).
  - Działanie: W Chinach kora, w miarę możności świeża, posiadająca silne właściwości bakteriobójcze i bakteriostatyczne, stosowana jest wewnętrznie w postaci odwaru, do leczenia ciężkich i uporczywych biegunek, oraz jako środek wymiotny. Ten sam odwar jest specyfikiem, przy pomocy którego zwalcza się tasiemce i glisty – pasożyty przewodu pokarmowego. Poza tym także stosuje się go jako specyfik przeciwgorączkowy, przeciwskurczowy i zwalniający akcję serca. Dalej – w leczeniu malarii, astmy, kołatania serca i czerwonki.
  - Owoce stosuje się jako środek pomocniczy w leczeniu nieregularnego miesiączkowania, zbyt obfitych krwawień menstruacyjnych oraz żylaków odbytu.
  - W medycynie ludowej narodów Azji Środkowej wywarem z liści bożodrzewu leczy się wrzody. Ajlantem nie wolno się leczyć na własną rękę, ale zawsze za wiedzą i zgodą lekarza.
- Roślina ozdobna: odmiany:

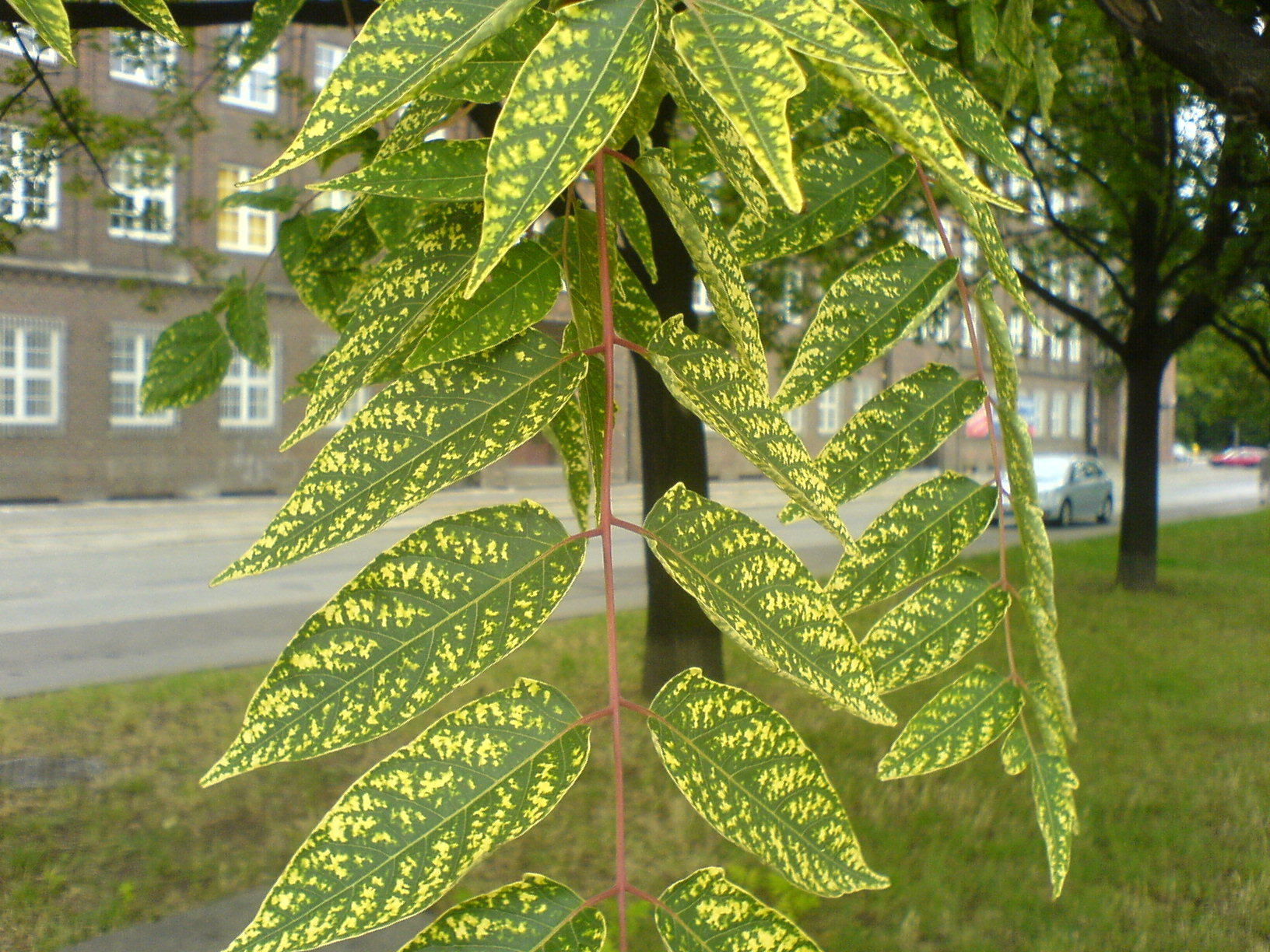
A. altissima 'Aucubaefolia'

- - 'Erythrocarpa' – odm. czerwonoowocowa, o jaskrawoczerwonych, bardzo kontrastowych skrzydlakach.
  - 'Pendulifolia' – odm. zwisłolistna. Tworzy bardzo długie, opadające w dół liście.
  - 'Aucubaefolia' – odm. o żółto nakrapianych liściach.
  - 'Hongye' – odm. o liściach czerwonych[3].
- Drewno: wykorzystywane w meblarstwie i przy produkcji papieru.
- Liście: podobnie jak morwa, wykorzystywane w hodowli jedwabników.
- Sok żywiczny: stosowany do produkcji pokostów.

## Stan prawny
Bożodrzew gruczołowaty uznawany jest w Unii Europejskiej i w Polsce za gatunek inwazyjny, stwarzający zagrożenie dla rodzimej przyrody. Jego wprowadzanie do środowiska lub przemieszczanie w środowisku przyrodniczym jest zabronione przez ustawę o ochronie przyrody z 2004 roku. Od 2012 roku także jego import, posiadanie, prowadzenie hodowli, rozmnażanie i sprzedaż wymagają specjalnego pozwolenia Generalnego Dyrektora Ochrony Środowiska. Nieprzestrzeganie wymienionych ograniczeń według ustawy o ochronie przyrody jest wykroczeniem podlegającym karze aresztu lub grzywny pieniężnej.

## Uprawa
Najlepiej rośnie na żyznych, głębokich i wilgotnych glebach o odczynie zasadowym, bogatych w związki wapnia (nie znosi gleby o odczynie kwaśnym oraz podmokłych i zalewanych okresowo ziem). Najlepiej rośnie w lekkim półcieniu lub w miejscu nasłonecznionym. W warunkach Europy Środkowej gatunek jest całkowicie odporny na mróz (strefa mrozoodporności 6b), niemniej jednak młode okazy i jednoroczne pędy zimą mogą przemarzać.